# زبيدي صيني
زبيدي صيني (الاسم العلمي: Pampus chinensis) (بالإنجليزية: Chinese silver pomfret)‏ هو نوع من الأسماك يتبع جنس الزبيدي الأبيض من فصيلة الأسماك الزبيدية.